# Trifluormethansulfonsäure
Die Trifluormethansulfonsäure CF3SO3H ist eine sogenannte Supersäure und spielt in der organischen Chemie eine  Rolle. Auch ihr Anion, das Trifluormethansulfonat CF3SO3−, meist Triflat genannt, ist von Bedeutung. Als konjugierte Base einer Supersäure ist es ein sehr stabiles Anion. Trifluormethylsulfonsäure findet in der organischen Chemie vielfältige Verwendung, die Triflatgruppe wird gern als Abgangsgruppe benutzt und ihre Salze kommen in Katalysatoren zum Einsatz. Für die Triflatgruppe wird in Fachpublikationen zumeist die Abkürzung „OTf“ verwendet; die Abkürzung „Tf“ steht für die Trifluormethansulfonylgruppe –SO2CF3, auch Triflylgruppe genannt.

## Darstellung und Gewinnung
Trifluormethansulfonsäure wurde erstmals 1954 von Haszeldine und Kidd durch die folgende Reaktion dargestellt:
Weitere Synthesemöglichkeiten sind die elektrochemische Fluorierung (ECF):
oder die Oxidation von Methyltrifluormethylsulfid:
Die industrielle Herstellung geschieht über die elektrochemische Fluorierung von Methansulfonylchlorid. Diese Synthese ist teuer, daher werden Alternativen gesucht. So ist es beispielsweise gelungen, Trifluormethansulfonsäure aus Trifluormethan in stark saurer oder stark basischer Lösung herzustellen. Dabei handelt es sich um eine radikalische Reaktion, beispielsweise mit SO3 oder SO2Cl2. Die Ausbeuten sind allerdings gering. Nach günstigeren Synthesen wird weiterhin gesucht.

## Eigenschaften

### Physikalische Eigenschaften
Trifluormethansulfonsäure ist eine bei Standardbedingungen klare, farblose Flüssigkeit mit einem Siedepunkt von 162 °C. Die Verbindung raucht an der Luft, wobei sich das stabile Monohydrat (eigentlich: Oxoniumtrifluormethylsulfonat) bildet, welches einen Schmelzpunkt von 36 °C besitzt und stark hygroskopisch ist. Neben dem Monohydrat sind noch weitere Hydrate, ein Dihydrat, ein Tetrahydrat und ein Hexahydrat bekannt, die allerdings schon unterhalb der Raumtemperatur schmelzen.
| Hydrate der Trifluormethansulfonsäure (TfOH) – Schmelzpunkte und Eutektika |         |        |      |            |       |             |      |           |      |            |       |                           |
| Verbindung                                                                 |         | Wasser |      | Hexahydrat |       | Tetrahydrat |      | Dihydrat  |      | Monohydrat |       | Trifluormethansulfonsäure |
| Zusammensetzung                                                            |         | H2O    |      | TfOH·6H2O  |       | TfOH·4H2O   |      | TfOH·2H2O |      | TfOH·H2O   |       | TfOH                      |
| Gehalt TfOH                                                                | in Mol% | 0      | 13,3 | 14,5       | 16,5  | 20,0        | 22,7 | 33,3      | 37,0 | 50,0       | 68,5  | 100                       |
| Gehalt TfOH                                                                | in Ma%  | 0      | 56,1 | 58,5       | 62,2  | 67,6        | 71,0 | 80,6      | 83,0 | 89,3       | 94,8  | 100                       |
| Schmelzpunkt                                                               | in °C   | 0      |      | −47,5      |       | −49,5       |      | −6,5      |      | 36,0       |       | −43,53                    |
| Eutektikum                                                                 | in °C   |        | −84  |            | −76,5 |             | −60  |           | −12  |            | −17,5 |                           |

1. ↑  Peritektikum

### Chemische Eigenschaften
Trifluormethansulfonsäure ist in allen polaren Lösungsmitteln löslich. Allerdings kann in Estern, Ethern, Alkoholen oder Ketonen nicht immer davon ausgegangen werden, dass sich Trifluormethansulfonsäure inert gegenüber dem Lösungsmittel verhält. Sowohl die Säure als auch die konjugierte Base, das Triflatanion, sind resistent gegen die meisten Oxidations- und Reduktionsmittel, während viele andere starke Säuren oxidierend wirken, wie z. B. Perchlorsäure oder Salpetersäure. Das Triflatanion widersteht selbst starken Nucleophilen. Zudem sulfoniert die Trifluormethansulfonsäure keine Substrate, was bei Schwefelsäure durchaus passieren kann.
Trifluormethansulfonsäure bzw. Trifluormethansulfonat ist sehr persistent und mobil in der Umwelt und wird von Pflanzen aufgenommen.

## Verwendung
Trifluormethansulfonsäure und Triflate (s. u.) werden in der organischen Chemie verbreitet benutzt, die Säure selbst vor allem als Katalysator in der Polymer-, Brennstoff-, Pharma- und Zuckerindustrie. Für Protonierungen ist die Säure besonders gut geeignet, da die konjugierte Base, das Triflat, nicht weiterreagiert.

### Salzbildung
Trifluormethansulfonsäure reagiert unter anderem mit Metallcarbonaten und -hydroxiden in wässriger Lösung exotherm unter Bildung der Triflatsalze. Als Beispiel sei die Synthese von Kupfer(II)-triflat aus Kupfer(II)-carbonat genannt:
{\displaystyle \mathrm {CuCO_{3}+2\ CF_{3}SO_{3}H\rightarrow \ Cu(O_{3}SCF_{3})_{2}+\ H_{2}O+\ CO_{2}} }

### Reaktionen in der organischen Chemie
Die Reaktionen dieser Verbindung sind vielfältig und können hier nur zu einem kleinen Teil dargestellt werden. Für weitergehende Informationen sei auf die Literatur verwiesen.
Aus Trifluormethansulfonsäure können durch Zugabe von Säureanhydriden oder -chloriden gemischte Anhydride gewonnen werden. Diese sind starke Acylierungsreagenzien und können zum Beispiel bei Friedel-Crafts-Acylierungen eingesetzt werden:
{\displaystyle \mathrm {1)\ CH_{3}COCl+\ CF_{3}SO_{3}H\rightarrow \ CH_{3}COOSO_{2}CF_{3}+\ HCl} }
{\displaystyle \mathrm {2)\ CH_{3}COOSO_{2}CF_{3}+\ C_{6}H_{6}\rightarrow \ CH_{3}COC_{6}H_{5}+\ CF_{3}SO_{3}H} }
Trifluormethansulfonsäure katalysiert die Reaktion von Aromaten mit Sulfonylchloriden, vermutlich ebenfalls über eine intermediäre Anhydridbildung.
Bei säurekatalysierten Dehydratisierungen bewirkt ein Zusatz von Trifluormethansulfonsäure eine sofortige Isomerisierung der gebildeten Alkene zugunsten des thermodynamisch stabileren Alkens.

## Triflate
Die Triflatgruppe findet in der organischen Chemie verbreitete Verwendung als Abgangsgruppe. Grund dafür ist extreme Stabilität des Triflatanions, zum einen durch mesomere Verteilung der negativen Ladung über die drei Sauerstoffatome und den Schwefel:
Zusätzlich wird diese Ladung durch den kräftigen elektronenziehenden Effekt (hohe Elektronegativität der drei Fluoratome) der Trifluormethylgruppe stabilisiert. Triflat ist damit eine bessere Abgangsgruppe als beispielsweise die verwandten Nukleofuge Tosylat und Mesylat.
Triflatsalze sind thermisch häufig sehr stabil; die Schmelzpunkte der kristallwasserfreien Salze liegen teilweise über 350 °C (Na-, Ba-, Ag-Salze). Wie oben bereits erwähnt, können sie direkt aus der Reaktion der Säure mit Metallhydroxiden oder Metallcarbonaten in wässriger Lösung gewonnen werden. Triflatsalze werden in den letzten Jahren verstärkt und erfolgreich als Lewis-Säuren in vielen Reaktionen eingesetzt. Der Vorteil dieser Salze ist ihre Stabilität in Wasser, die für viele klassische Lewissäuren wie z. B. AlCl3 nicht gegeben ist. Besonders geeignet sind Lanthanoidsalze des Typs Ln(OTf)3, im Speziellen das Scandiumsalz Sc(OTf)3. Diese Verbindung kann für ein breites Feld von Reaktionen verwendet werden, so Aldolreaktionen und Diels-Alder-Reaktionen (weitere Reaktionen siehe Namensreaktion oder Lewis-Säure).

## Sicherheitshinweise
Trifluormethansulfonsäure raucht an der Luft, ist ätzend und muss dementsprechend vorsichtig gehandhabt werden. Arbeit unter dem Abzug ist unbedingt erforderlich.